# Kinder auf den Straßen
Kinder auf den Straßen ist ein US-amerikanisches Jugenddrama von William A. Wellman aus dem Jahre 1933.

## Handlung
Die befreundeten Jugendlichen Tommy und Eddie wollen die Highschool zu verlassen, um ihre Eltern in der Weltwirtschaftskrise zu unterstützen. Eddie fragt seinen Vater nach einem Job, erfährt allerdings, dass diesem gerade selbst gekündigt wurde. Er verkauft sogar sein geliebtes Auto, um seinen Eltern zu helfen, doch sein Vater kann auch nach Monaten keine neue Arbeitsstelle finden. Als die Familie Smith schließlich in die Schulden gerät, droht die Zwangsräumung. Tommy und Eddie beschließen, aus eigenem Antrieb ihre Familien zu verlassen, um diesen nicht weiter finanziell zur Last zu fallen.
Die Jugendlichen fahren heimlich in einem Güterzug davon, wo sie die ebenfalls ihrer Familie weggelaufene Sally treffen, die sich ihnen anschließt. Schnell wird klar, dass Tommy und Eddie kein Einzelfall sind, sie treffen immer mehr Jugendliche, die auf der Straße leben. In Chicago wird der Güterzug mit den Jugendlichen von der Polizei abgefangen, die die meisten Jugendlichen in Gewahrsam nimmt. Sally hat allerdings einen Brief von ihrer Tante, die in Chicago lebt und sie aufnehmen könnte. Sie stellt den Polizisten Eddie und Tommy als ihre Cousins vor, die daher ebenfalls nicht von der Polizei weggesperrt werden.
Sallys Tante Carrie – die in ihrer Wohnung ein gut laufendes, aber illegales Bordell führt – nimmt die Jugendlichen in ihre Wohnung auf. Sie kommen allerdings noch nicht einmal zum Essen, da Carries Wohnung von der Polizei gestürmt wird. Die Jugendlichen flüchten und reisen weiter in Richtung Cleveland. Nahe Cleveland wird die Jugendliche Lola von einem Eisenbahnarbeiter vergewaltigt. Die Jugendlichen erfahren von der Vergewaltigung und schlagen den Arbeiter nieder, der dabei versehentlich aus dem Zug fällt und stirbt. Bei ihrer Flucht am Bahnhof von Cleveland wird auch Tommy von einer Eisenbahnweiche auf den Schienen niedergeschlagen und der Zug erfasst ihn. Zwar überlebt er, doch sein Bein wird behilfsmäßig von einem Arzt amputiert. Da sie sich keine Prothese leisten können, muss Tommy fortan mit einer Krücke laufen. In Columbus errichten Hunderte der Jugendlichen ein provisorisches Straßenkinder-Lager, das jedoch bald darauf von der Stadt verboten und geschlossen wird.
Eddie, Tommy und Sally fristen schließlich auf einer Müllhalde in New York ihr Dasein. Eddie bekommt einen Job als Fahrstuhljunge, ihm fehlen allerdings drei Dollar, die für einen Mantel braucht, den er bei der Arbeit tragen muss. Zwei Männer versprechen Eddie fünf Dollar, wenn er einen Brief zum Kino bringt. Der Brief entpuppt sich jedoch als Androhung eines Überfalls und Eddie wird verhaftet. Tommy und Sally protestieren gegen die Verhaftung, weshalb sie ebenfalls in Gewahrsam genommen werden. Gegenüber dem Richter schweigen sie zunächst und geben keine Informationen über ihre Herkunft, ehe Eddie verbittert über die Lage von ihm und anderen Jugendlichen redet. Der Richter zeigt sich von Eddies Rede beeindruckt und bewegt. Er verspricht, Eddie seinen Job wiederzuholen und die Anklage fallen zu lassen. Er plant außerdem, die Jugendlichen wieder mit ihren Eltern zusammenzuführen.

## Hintergrund
Der Film entstand am Höhepunkt der amerikanischen Wirtschaftskrise. Die Warner-Brothers-Studios waren damals für ihre gesellschaftskritischen und durchaus auch harten Filme bekannt, die in Form von Melodramen oder Gangsterfilmen die aktuellen Probleme thematisierten. In dieser Reihe lässt sich auch William A. Wellmans Boys of the Road einordnen, das wegen der damaligen Pre-Code-Ära auch offen brisante Themen wie Vergewaltigung und Jugendkriminalität thematisieren kann.
Regisseur Wellman fand am Filmset auch sein privates Glück: Der dreimal geschiedene Filmregisseur begann eine Beziehung mit Dorothy Coonan (1913–2009), der damals 19-jährigen Darstellerin von Sally. Sie heirateten 1934, bekamen sieben Kinder und blieben bis zu Wellmans Tod im Jahre 1975 verheiratet.

## Kritiken
„Der Film ist ein schönes Beispiel dafür, wie die Warner Bros. Studios in den Dreißigerjahren auf zupackende Weise mit sozialen Fragen umgingen, in der Zeit der großen Depression und des sozialreformerischen "New Deal". Wenn Regisseur William A. Wellman dieses schreckliche Leben registriert und beschreibt, ist der Film heute so stark wie im Entstehungsjahr und ein Tiefschlag gegen jeden falschen Optimismus.“

„Der Film beleuchtet grell die Verelendung von Jugendlichen, die Ende der 20er Jahre zu Hunderten im Land herumstreunten. In den humorigen und tragischen Episoden kommen jedoch nicht nur bittere Zweifel an der amerikanischen Sozialstruktur zum Ausdruck, sondern auch Zuversicht und Selbstbehauptungswillen. Der Film wirkt immer noch ansteckend frisch, aufrichtig und unkonventionell.“

„Der unterschätzte William A. Wellman machte viele vernachlässigte Klassiker während der Großen Despression, und dieser Spielfilm von 1933 ist einer der allerbesten (…) Kräftiger Stoff.“

## Auszeichnungen
2013 wurde der Film ins National Film Registry als „kulturell, historisch oder ästhetisch bedeutsam“ aufgenommen.